# Guy Roux
Guy Roux (født 18. oktober 1938 i Colmar, Frankrig) er en tidligere fransk fodboldspiller og senere træner, kendt for i intet mindre end 44 år at være træner for AJ Auxerre, der også var hans klub som aktiv.
Roux var fra 1952 til 1961 spiller i Auxerre, og overtog herefter trænerhvervet i klubben, der på daværende tidspunkt lå i den tredjebedste franske række, Championnat National. I 1980 skaffede han klubben oprykning til Ligue 1, som man i 1996 blev mester i. Fire gange, i 1994, 1996, 2003 og i 2005 vandt holdet under Roux's ledelse desuden pokalturneringen Coupe de France.
I 2007 gjorde Roux højst overraskende comeback i et andet job, da han blev udpeget som cheftræner i RC Lens, men forlod jobbet igen efter kun fire kampe.
Roux's 44 år som cheftræner i Auxerre giver ham titlen som den længst siddende mand i et trænerjob i europæisk fodbold nogensinde.

## Titler som træner
Ligue 1
- 1996 med AJ Auxerre

Coupe de France
- 1994, 1996, 2003 og 2005 med AJ Auxerre